# Asuka
Monthly Asuka (яп. 月刊あすか Гэккан Асука) — японский манга-журнал, издаваемый компанией Kadokawa Shoten, считается в первую очередь сёдзё-журналом, но иногда он может быть интересен сёнэн-аудитории. Особенно Shonen Ace — приложение к журналу, которое больше уделяет внимание дополнительным материалам по аниме и ответвлениям сюжета. Asuka выходит каждый месяц 24-го числа.
Манга, издаваемая в этом журнале, получает отметку Asuka Comics, когда издаётся в танкобонах.

## Мангаки и манга-сериалы публиковавшиеся в Monthly Asuka
неполный список
- CLAMP
  - Clamp School Detectives
  - Legal Drug
  - Shirahime-Syo: Snow Goddess Tales
  - Suki
  - Wish
  - X
  - Yumegari

- Аи Моринага
  - Duck Prince
  - Yamada Taro Monogatari

- Аюми Кавахара
  - Idol Densetsu Eriko

- Ая Сёото
  - Barajou no Kiss

- Кайри Юра
  - Angelique

- Каоро Охаси
  - Celluloid Carnival
  - Gekkou no Heroine
  - Lemming no Yukue
  - Maria ni Korosareru

- Касанэ Кацумото
  - Hands Off!

- Киё Кудзё
  - Trinity Blood (сюжет Сунао Ёсида)

- Мива Сакаи
  - Billion Girl

- Сатосуми Такагути
  - Sakende Yaruze

- Сумико Амакава
  - Cross

- Сумомо Юмэка
  - Yakusoku Siren

- Тамаё Акияма
  - Hyper Rune
  - Mouryou Kiden
  - Secret Chaser

- Фумино Хаяси
  - Neon Genesis Evangelion: Angelic Days (ответвление сюжета от Neon Genesis Evangelion)

- Харуко Иида
  - Crescent Moon

- Хотару Одагири
  - Uragiri wa Boku no Namae wo Shitteiru

- Юкиру Сугисаки
  - D.N.Angel
  - Lagoon Engine
  - Lagoon Engine Einsatz

- Ютака Нантэн
  - Cowboy Bebop